# Гуня, Дмитрий Тимофеевич
Дми́трий Тимофе́евич Гу́ня (укр. Дмитро Тимошович Гуня, Гуня (Андрей); годы рождения и смерти неизвестны, 1-я половина XVII века) — казацкий атаман, вождь после С. Остранина восстания украинских казаков (1638 года), один из руководителей борьбы украинских крестьян и казаков против польско-литовской власти в 30-х годах XVII века, гетман Войска Запорожского в 1637 и 1638 годах.

## Биография
Гуня участвовал в битве повстанцев под руководством Павлюка с польским войском под Кумейками в декабре 1637 года. После капитуляции ослабленного войска восставших бежал в Запорожскую Сечь.
Весной 1638 года Гуня примкнул к крестьянско-казацкому восстанию во главе с Яковом Острянином. В начале июня 1638 года Острянин с частью казаков ушёл на территорию Русского государства. Большинство же повстанцев, избрав гетманом Гуню, продолжили борьбу. Повстанцы отступили к устью реки Старца (Старицы), к Днепру и, хорошо укрепившись, держались до конца июля, в другом источнике указано что продолжал борьбу ещё два месяца, но вследствие недостатка съестных припасов принуждён был вступить в переговоры с поляками под условием свободного удаления. Гуне с отрядом казаков удалось уйти в Россию.
В 1640 году он был во главе морского похода донцов и запорожцев против турок. В другом источнике указано что конец его неизвестен. Есть известие, что он вместе с С. Остраниным бежал в Московские пределы и участвовал во взятии Азова донскими казаками.
Дальнейшая судьба Гуни неизвестна.

## Память
История казацкого восстания 1637—1638 годов изложена в дневниках Симона Окольского и легла в основу книги Н. В. Гоголя «Тарас Бульба».